# Heresiología
La heresiología es el estudio de la herejía, dentro del ámbito de la teología o historia de la religión. Según definen otros investigadores, la «investigación moderna ha definido como "género heresiológico" o "heresiología" —este último término se emplea, más bien, en el ámbito anglosajón— a todas las obras de la literatura cristiana compuestas a partir de mediados del siglo ii d.C. y destinadas a identificar, describir y refutar aquellas ideas y doctrinas que no se correspondieran con las promulgadas por la Gran Iglesia.»
Se conoce como heresiólogo al especialista y como heresiografías a los escritos sobre el materia. Las obras heresiográficas eran comunes tanto en el cristianismo medieval como en el Islam.

## Etimología y concepto
El origen del término es una transliteración del griego clásico αἵρεσις: hairesis (acto de elegir, elección) que en el mundo clásico «se aplicaba a una tendencia o una escuela filosófica, sin connotaciones negativas.»  En Flavio Josefo ya se aplica este concepto (hairesis), con el mismo sentido clásico, en referencia a las tres sectas religiosas predominantes en la Judea de tiempos de los Macabeos haciendo alusión a los saduceos, los fariseos y los esenios. También se utiliza en el Nuevo Testamento cuando se alude a los dos primeros (Hechos, 5, 17; 15, 5; 26,5) «e igualmente aparece como el término con el que los judíos designan a los cristianos (Hechos 24, 5, 28, 22).»
Pero si en la actualidad ha evolucionado el significado del concepto y vendría a referirse a las «distintas desviaciones del credo oficial de cualquier religión, que le son opuestas u hostiles» también se debe a un temprano cambio: «ya en las cartas de Pablo, haíresis se utiliza con el sentido de escisión, de división en el seno de la comunidad, con el valor que tendrá luego, al igual que su derivado hairetikós, «el que provoca disensión». Aunque no siempre el término haíresis tiene en San Pablo un sentido peyorativo e, incluso, retoma su significancia original:«En 1 Corintios 11, 18, a la vez que el Apóstol reprueba la división entre facciones, considera la existencia de haíresis, es decir, de una cierta pluralidad de escuelas de opinión, como algo inevitable y hasta conveniente en la comunidad "para que se sepa quiénes son de virtud probada"».

Más modernamente otros autores, como Hilaire Belloc, refutan que tenga una connotación a «disputas pasadas y olvidadas» o incluso que tenga un significado particular referido solamente a "la herejía cristiana" la cual «es un subconjunto especial de primerísima importancia para la compresión de la Historia europea». Es autor, en un alarde de despojar de vinculaciones específicas del concepto a corrientes religiosas o doctrinales afirmaba de una forma más abstracta que:
«“Herejía” significa, pues, la distorsión de un sistema por “excepción”: por la “extracción” de una parte de su estructura, e implica que el esquema queda dañado por haberse quitado parte del mismo, por haberse negado parte del mismo, o bien por haber dejado el vacío creado sin llenar, o bien por haberlo llenado con alguna afirmación nueva.»

## Historia
Según «la investigación moderna» la heresiología, o género heresiológico, abarcaría «a todas las obras de literatura cristiana compuestas a partir de mediados del siglo II d. C. y destinadas a identificar, describir y refutar aquellas ideas y doctrinas que no se correspondieran con las promulgadas por la Gran Iglesia.»
La heresiología se habría desarrollado, según algunos autores, como parte de la ortodoxia emergente en la iglesia estatal cristiana del Imperio Romano; para otros autores, «sobre la base del estudio del comportamiento de varias iglesias del cristianismo antiguo» habría sido el proceso a la inversa, es decir, «es la ortodoxia la que emerge durante el proceso de definición de la herejía.» Los eruditos de la Iglesia estudiaron y documentaron las enseñanzas de varias sectas cristianas para distinguir claramente entre las que aceptaban como ortodoxas y las que rechazaban como heréticas.
Otras comuniones cristianas también desarrollaron sus propias tradiciones heresiológicas en competencia.
Se conocen a Epifanio de Salamina, Agustín de Hipona y Filastrio de Brescia como tres de los grandes heresiólogos de la Antigüedad.
En el Islam, la heresiología examinó tanto las diversas sectas musulmanas como también otras religiones como el cristianismo y el judaísmo. Algunos, como Abu Mansur al-Baghdadi e Ibn Hazm, escribieron obras polémicas, argumentando la falsedad de sectas y religiones distintas a las suyas. Otros, como Al-Milal wa al-Nihal de al-Shahrastani, adoptaron un enfoque más imparcial y cercano a las obras de estudios religiosos modernos.

## Caracterísiticas del género
Según definen algunas autoras, para que «una composición heresiológica debe reunir dos características esenciales»:
- En primer lugar, «combatir a los herejes mediante la desacreditación y la descalificación de sus doctrinas» al mismo tiempo que a la persona.
- En segundo lugar, el formato empleado en este género con una estructura presentada a modo de catálogo donde enumeran las herejías siguiendo un orden cronológico.